# DaQuan Jeffries
DaQuan Marquel Jeffries (Edmond, 30 de agosto de 1997) é um jogador norte-americano de basquete profissional que atualmente joga no Charlotte Hornets da National Basketball Association (NBA).
Ele jogou basquete universitário na Universidade Oral Roberts, na Western Texas College e na Universidade de Tulsa.

## Carreira universitária
Jeffries jogou na Western Texas College e na Universidade Oral Roberts antes de se transferir. Ele jogou duas temporadas de basquete universitário na Universidade de Tulsa. Em sua última temporada, ele teve médias de 13 pontos e 5,6 rebotes e foi nomeado para a Terceira-Equipe da AAC. Após a temporada, Jeffries participou do Portsmouth Invitational Tournament.

## Carreira profissional
Originalmente projetado como uma escolha de segunda rodada, Jeffries não foi selecionado no draft da NBA de 2019. Em 21 de junho de 2019, ele assinou um contrato com o Orlando Magic. Alegadamente, ele recusou um acordo de mão dupla para competir por uma vaga no time. Em 19 de outubro de 2019, o Magic dispensou Jeffries.

### Sacramento Kings (2019–2021)
Em 21 de outubro de 2019, Jeffries assinou um contrato bi-direcional com o Sacramento Kings. Sob os termos do acordo, ele dividirá o tempo entre os Kings e seu afiliado da G-League, o Stockton Kings. Em 13 de dezembro, Jeffries registrou 44 pontos, nove rebotes e dois bloqueios na vitória sobre o Sioux Falls Skyforce.
Em 28 de novembro de 2020, Jeffries assinou um contrato de 1 ano e US$1.4 milhões com os Kings. Em 3 de abril de 2021, Jeffries foi dispensado pelos Kings. Ele jogou em 31 jogos em duas temporadas.

### Houston Rockets (2021)
Em 5 de abril de 2021, o Houston Rockets contratou Jeffries. Em 13 de maio, ele foi dispensado pelos Rockets após 13 jogos.

### College Park Skyhawks (2021–2022)
Em 15 de maio de 2021, o San Antonio Spurs contratou Jeffries.
Em 7 de outubro de 2021, o Atlanta Hawks contratou Jeffries. No entanto, ele foi dispensado em 15 de outubro. Em outubro de 2021, Jeffries assinou com o College Park Skyhawks da G-League. Ele teve médias de 15,4 pontos e 2,4 rebotes.

### Memphis Grizzlies (2022)
Em 1º de janeiro de 2022, Jeffries assinou um contrato de 10 dias com o Memphis Grizzlies. Jeffries jogou três jogos durante esta passagem, marcando 2 pontos no total. Em 11 de janeiro de 2022, Jeffries foi readquirido pelo College Park Skyhawks.

### Westchester Knicks / New York Knicks (2022–2024)
Em 15 de setembro de 2022, ele assinou com o New York Knicks, mas foi dispensado no final do campo de treinamento. Em 24 de outubro de 2022, Jeffries se juntou aos treinos do Westchester Knicks.
Em 29 de novembro de 2022, Jeffries assinou um contrato de duas vias com o New York Knicks depois de jogar bem pelo time da G-League, o Westchester Knicks. Em 5 de março de 2023, os Knicks converteram o contrato de Jeffries para um contrato de 10 dias, em seguida, o assinaram para um segundo contrato de 10 dias em 16 de março, e em 26 de março, o contrataram para um contrato padrão. Em 30 de dezembro de 2023, Jeffries foi dispensado pelo New York Knicks.
Em 2 de janeiro de 2024, Jeffries voltou a se juntar ao Westchester Knicks, e em 22 de fevereiro, ele foi contratado por um contrato de 10 dias. Em 3 de março, ele retornou ao Westchester, e em 14 de março, ele se juntou novamente ao New York em outro contrato de 10 dias. Em 25 de março, ele assinou com o New York pelo restante da temporada.

### Charlotte Hornets (2024–Presente)
Em 2 de outubro de 2024, Jeffries foi contratado e negociado com o Charlotte Hornets em uma troca de três equipes que também envolveu o Minnesota Timberwolves.

## Estatísticas da carreira

### NBA

#### Temporada regular
| Ano      | Equipe     | PJ | PT | MPJ  | AP   | 3P   | LL    | RT  | AS  | BR | TO | PPJ |
| -------- | ---------- | -- | -- | ---- | ---- | ---- | ----- | --- | --- | -- | -- | --- |
| 2019–20  | Sacramento | 13 | 0  | 10.8 | .500 | .278 | .833  | 1.4 | .5  | .3 | .1 | 3.8 |
| 2020–21  | Sacramento | 18 | 2  | 12.9 | .421 | .321 | .857  | 1.6 | .3  | .4 | .2 | 3.5 |
| 2020–21  | Houston    | 13 | 3  | 20.1 | .413 | .282 | 1.000 | 3.2 | 1.2 | .6 | .5 | 4.9 |
| 2021–22  | Memphis    | 3  | 0  | 2.9  | .500 | .000 | —     | .7  | .3  | .0 | .0 | .7  |
| 2023–24  | New York   | 13 | 0  | 2.6  | .357 | .143 | .000  | .4  | .2  | .0 | .0 | .8  |
| Carreira | Carreira   | 60 | 5  | 9.8  | .438 | .204 | .672  | 1.4 | .5  | .2 | .1 | 2.7 |

### G-League
| Ano      | Equipe       | PJ | PT | MPJ  | AP   | 3P   | LL   | RT  | AS  | BR  | TO  | PPJ  |
| -------- | ------------ | -- | -- | ---- | ---- | ---- | ---- | --- | --- | --- | --- | ---- |
| 2019-20  | Stockton     | 27 | 22 | 31.0 | .461 | .342 | .705 | 6.9 | 1.9 | 1.2 | .8  | 16.6 |
| 2021-22  | College Park | 16 | 10 | 25.8 | .486 | .342 | .947 | 3.9 | 1.6 | 1.1 | .6  | 14.3 |
| 2022-23  | Westchester  | 22 | 21 | 31.9 | .492 | .387 | .678 | 6.3 | 2.5 | 2.0 | 1.0 | 20.2 |
| 2023-24  | Westchester  | 14 | 12 | 36.1 | .485 | .373 | .758 | 5.9 | 2.6 | .7  | .9  | 22.0 |
| Carreira | Carreira     | 79 | 65 | 31.1 | .481 | .361 | .772 | 5.7 | 2.1 | 1.2 | .8  | 18,2 |

### Universitário
| Ano      | Equipe        | PJ  | PT  | MPJ  | AP   | 3P   | LL   | RT  | AS  | BR  | TO  | PPJ  |
| -------- | ------------- | --- | --- | ---- | ---- | ---- | ---- | --- | --- | --- | --- | ---- |
| 2015–16  | Oral Roberts  | 29  | 7   | 20.3 | .574 | .393 | .783 | 4.4 | .8  | .6  | .6  | 6.7  |
| 2016–17  | Western Texas | 30  | 30  | 20.8 | .653 | .294 | .772 | 7.6 | 1.7 | 1.1 | .8  | 15.2 |
| 2017–18  | Tulsa         | 25  | 9   | 22.0 | .542 | .393 | .792 | 4.9 | .8  | .6  | 1.4 | 9.7  |
| 2018–19  | Tulsa         | 31  | 31  | 28.1 | .502 | .366 | .755 | 5.6 | 1.8 | 1.0 | 1.2 | 13.0 |
| Carreira | Carreira      | 365 | 298 | 32.2 | .496 | .375 | .844 | 4.0 | 2.3 | 1.3 | .6  | 12.4 |

Fonte: